# Rodrigo Tapia
Renato Ernesto Tapia (Buenos Aires, 28 settembre 1994) è un calciatore argentino, difensore dell'Atlético Grau.

## Caratteristiche tecniche
È un difensore centrale.

## Carriera

### Club
Cresciuto nelle giovanili del San Lorenzo, ha esordito in prima squadra il 6 febbraio 2016 in occasione del match di campionato pareggiato 2-2 contro il Patronato.

## Statistiche

### Presenze e reti nei club
Statistiche aggiornate al 4 Dicembre 2018.
| Stagione         | Squadra            | Campionato       | Campionato | Campionato | Coppe nazionali | Coppe nazionali | Coppe nazionali | Coppe continentali | Coppe continentali | Coppe continentali | Altre coppe | Altre coppe | Altre coppe | Totale | Totale | Totale |
| Stagione         | Squadra            | Comp             | Pres       | Reti       | Comp            | Pres            | Reti            | Comp               | Pres               | Reti               | Comp        | Pres        | Reti        | Pres   | Reti   |        |
| ---------------- | ------------------ | ---------------- | ---------- | ---------- | --------------- | --------------- | --------------- | ------------------ | ------------------ | ------------------ | ----------- | ----------- | ----------- | ------ | ------ | ------ |
| 2016             | San Lorenzo        | PD               | 1          | 0          | CA              | 0               | 0               | CL                 | 0                  | 0                  |             | -           | -           | 1      | 0      |        |
| 2016-2017        | Defensa y Justicia | PD               | 2          | 0          | CA              | 0               | 0               | CS                 | 0                  | 0                  |             | -           | -           | 2      | 0      |        |
| 2017             | Palestino          | A                | 14         | 0          | CC              | 4               | 0               | CS                 | 2                  | 0                  |             | -           | -           | 20     | 0      |        |
| 2018             | Palestino          | A                | 9          | 0          | CC              | 2               | 1               |                    | -                  | -                  |             | -           | -           | 11     | 1      |        |
| Totale Palestino | Totale Palestino   | Totale Palestino | 23         | 0          |                 | 6               | 0               |                    | 2                  | 1                  |             | -           | -           | 31     | 1      |        |
| Totale carriera  | Totale carriera    | Totale carriera  | 26         | 0          |                 | 6               | 1               |                    | 2                  | 0                  |             | -           | -           | 34     | 1      |        |